# Szaffka Zoltán
Szaffka Zoltán (1895. szeptember 24. – ?) válogatott labdarúgó, hátvéd.

## Pályafutása

### Klubcsapatban
Az Újpesti TE labdarúgója volt. Gyors és jó rúgótechnikával rendelkező játékos volt, aki megbízható teljesítményével hívta fel a figyelmet magára.

### A válogatottban
1927-ben, 32 évesen egy alkalommal szerepelt a magyar labdarúgó-válogatottban.

## Sikerei, díjai
- Magyar bajnokság
  - 2.: 1926–27
  - 3.: 1927–28

## Statisztika

### Mérkőzése a válogatottban
| Magyarország | Magyarország      | Magyarország              | Magyarország | Magyarország | Magyarország | Magyarország | Magyarország | Magyarország |
| #            | Dátum             | Helyszín                  | Hazai        | Eredmény     | Vendég       | Kiírás       | Gólok        | Esemény      |
| ------------ | ----------------- | ------------------------- | ------------ | ------------ | ------------ | ------------ | ------------ | ------------ |
| 1.           | 1927. április 10. | Budapest. Üllői úti pálya | Magyarország | 3 – 0        | Jugoszlávia  | barátságos   | -            | 54'          |
|              | Összesen          |                           |              | 1            | mérkőzés     |              | 0            | gól          |